# Dacnusa faeroeensis
Dacnusa faeroeensis är en stekelart som först beskrevs av Per Abraham Roman 1917.  Dacnusa faeroeensis ingår i släktet Dacnusa och familjen bracksteklar. Arten är reproducerande i Sverige. Inga underarter finns listade i Catalogue of Life.